# Letterboxd
Letterboxd est un réseau social en ligne cofondé par Matthew Buchanan et Karl von Randow en 2011. Il a été lancé en tant qu'application sociale axée sur le partage d'opinions sur le cinéma, et est maintenu par une petite équipe à Auckland, en Nouvelle-Zélande. Les membres peuvent l'utiliser comme un journal pour enregistrer leurs opinions sur les films, garder une trace des films qu'ils ont vus dans le passé, écrire des critiques ou faire des listes de films et présenter leurs films préférés, ainsi que rencontrer et interagir avec d'autres cinéphiles. Les films peuvent être évalués, examinés, inclus dans une liste et étiquetés avec des mots clés pertinents.

## Site Internet

### Histoire
Le site a été lancé à Brooklyn Beta en octobre 2011 et a attiré plus de 17 000 bêta-testeurs au cours des six mois suivants. Il est passé de la version bêta privée à la version bêta publique le 24 avril 2012, toutes les pages devenant publiquement visibles,. L'adhésion est restée sur invitation uniquement jusqu'au 8 février 2013, date à laquelle elle a été ouverte au public. Le site a également introduit une structure à plusieurs niveaux (en), avec à la fois un abonnement gratuit et un abonnement payant qui a permis d'accéder à de multiples fonctionnalités, y compris des pages personnalisées « Year in Review ».
Le nom du réseau social est basé sur le terme letterbox, un principe cinématographique de cadrage d'image.
En 2023, l'application est racheté par un fonds d'investissement canadien. Dans ce cadre, l'entreprise est évalué à environ 50 M de dollars.

### Aspects techniques
Tout le monde peut lire le contenu du site. Un compte est requis pour les utilisateurs qui souhaitent participer. Tous les membres peuvent noter des films, les revoir et les étiqueter avec des mots clés pertinents. Ils peuvent également maintenir des listes de films qu'ils ont regardés ou veulent regarder, et interagir avec d'autres membres. Les listes peuvent être rendues publiques ou privées pour l'utilisateur. Un modèle d'abonnement permet aux membres de suivre l'activité des autres sur le site et d'accéder à des statistiques plus avancées.

### Applications propriétaires
Pour les appareils Apple, il existe une application iOS universelle pour iPhone et iPad, offrant la plupart des fonctionnalités du site Web, et une application tvOS réduite pour Apple TV. Il existe également une application complète pour les utilisateurs d'Android disponible dans Google Play.

### Données cinématographiques
Toutes les métadonnées liées aux films utilisées sur le site Web, y compris les noms des acteurs, réalisateurs et studios, les synopsis, les dates de sortie, les bandes-annonces et les affiches sont fournies par The Movie Database (TMDB). En raison des frais annuels élevés pour l'utilisation des données d'IMDb, les développeurs ont décidé d'opter plutôt pour TMDb, qui possède un modèle de financement participatif[réf. souhaitée]. Un partenariat a été développé avec Justwatch.com en septembre 2019 pour inclure des options de visualisation en ligne des films,.